# همانجا (همان)

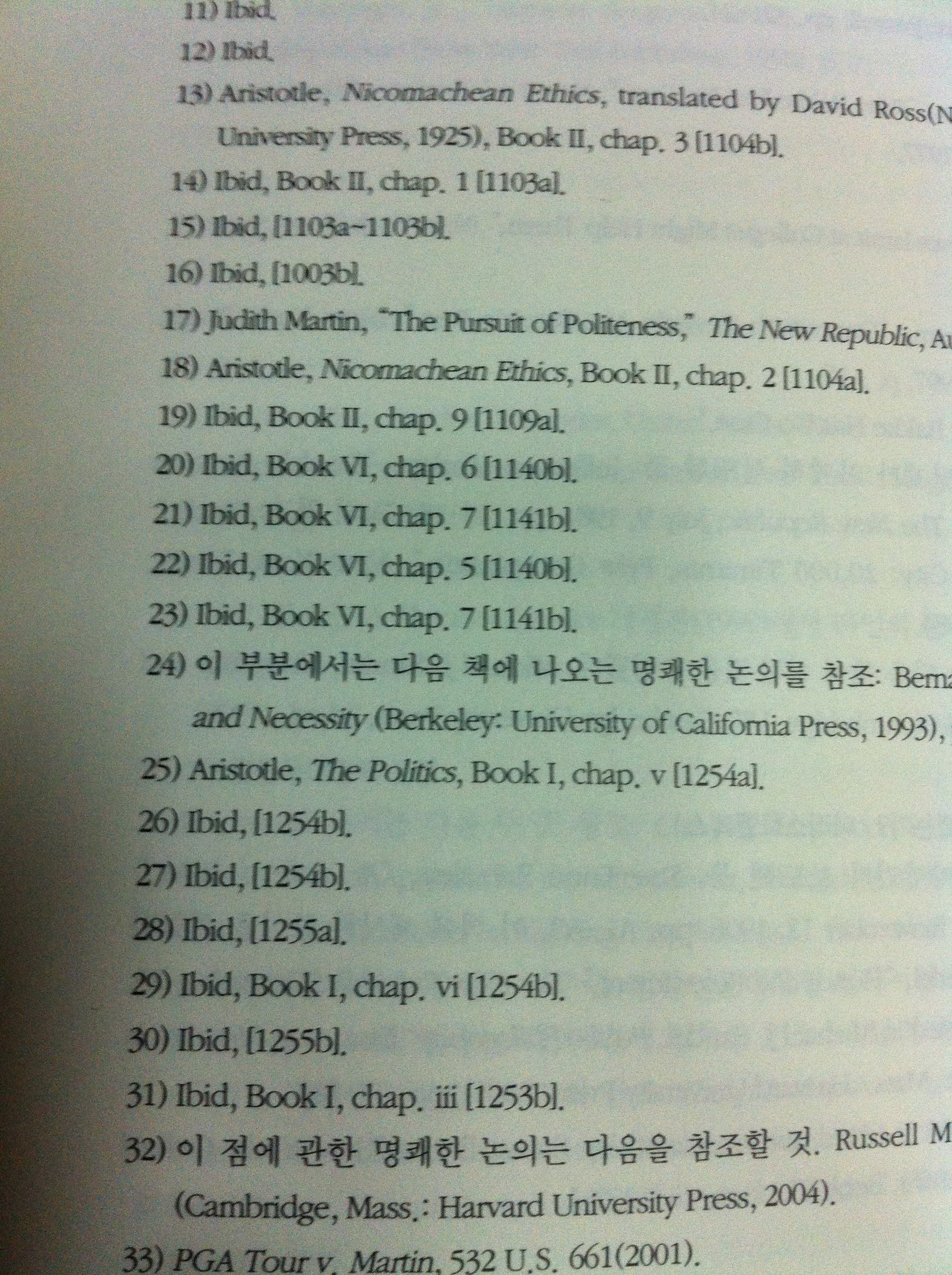
نمونه ای از Ibid. نقل قول‌های در حال استفاده، از Justice توسط Michael J. Sandel.

همان‌جا مخفف کلمه لاتین ibīdem به معنای «در همان مکان» است که معمولاً در یادداشت‌های پایانی و پاورقی ، برای اشاره به منبع ذکر شده قبلی استفاده می‌شود.
این شبیه به Idem است، که به معنای واقعی کلمه به معنای «همان» است، به اختصار ID.، که معمولاً در استناد حقوقی استفاده می‌شود.
همانجا همچنین ممکن است در سیستم شیکاگو (نام-تاریخ) برای ارجاعات درون متنی در مواردی که نقل قول نزدیک قبلی از همان منبع وجود داشته‌است، استفاده شود. مرجع قبلی باید بلافاصله قابل مشاهده باشد، مثلاً در همان پاراگراف یا صفحه.

## مثال
[1] E. Vijh، لاتین برای Dummies (نیویورک: آکادمیک، ۱۹۹۷)، ۲۳.
[۲] همان.
[۳] همان، ۲۹.
[4] A. Alhazred, The Necronomicon (Petrus de Dacia، ۱۹۹۴).
[۵] همان. ۱، ۳۴.

مرجع ۲ همان مرجع ۱ است: E. Vijh، لاتین برای Dummies در صفحه ۲۳، در حالی که مرجع ۳ به همان اثر اشاره دارد اما در مکانی متفاوت، یعنی صفحه ۲۹. مدخل‌های مداخله گر نیاز به ارجاع به استناد اصلی در فرم Ibid دارند.